# Дихогамия

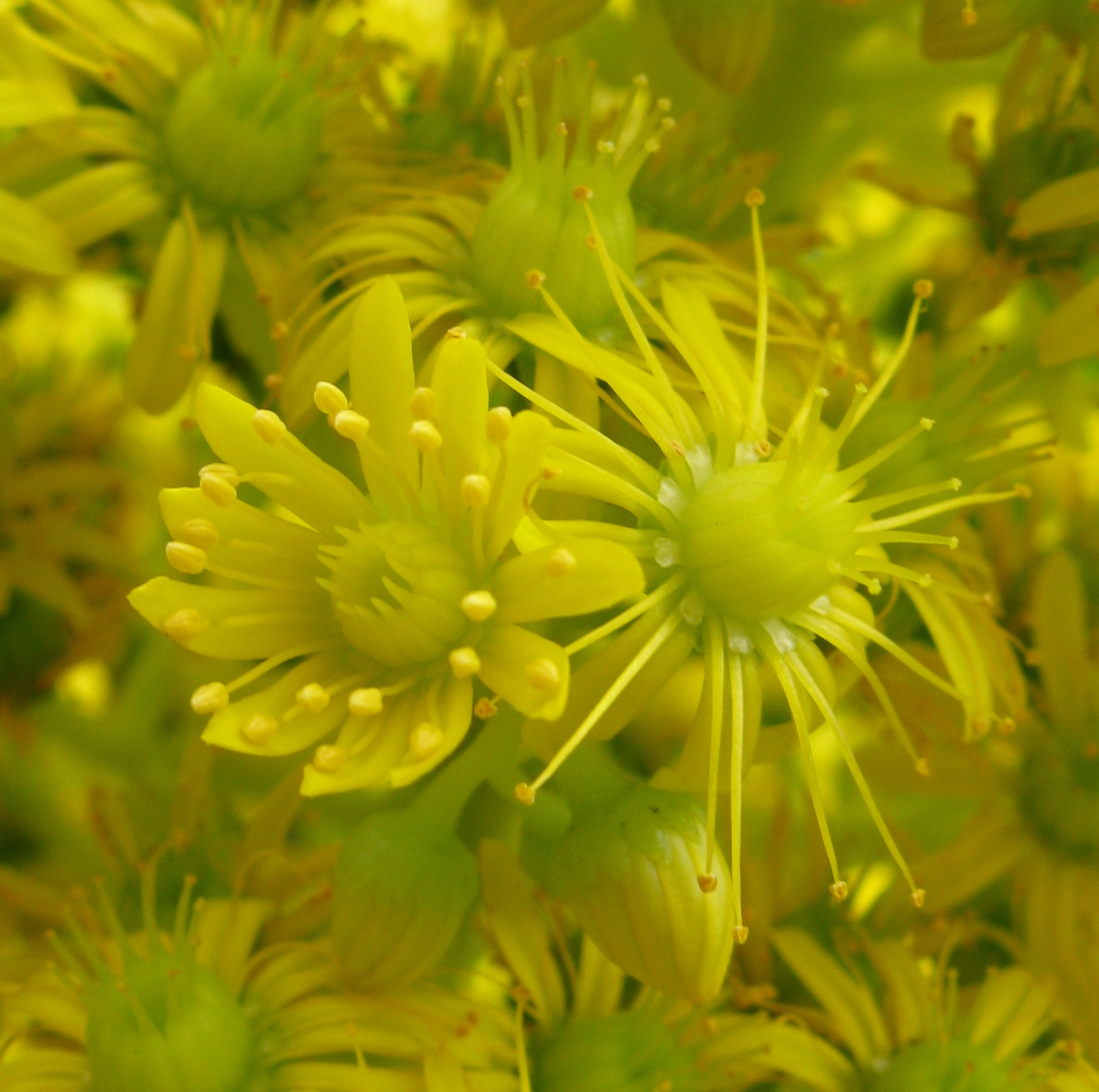
Проявление дихогамии протогинного типа у цветков Aeonium undulatum из семейства Толстянковых (Crassulaceae)

Дихогамия (от др.-греч. δίχα — надвое, пополам и γάμος — брак) — в биологии феномен раздельного во времени проявления противоположных половых признаков у организмов-гермафродитов. Свойственна некоторым рыбам, брюхоногим, а также многим цветковым растениям. У растений проявляется как неодновременное созревание в цветках пыльников и рылец.
Различают:
- в зависимости от несовпадения периодов созревания:
  - совершенную дихогамию, в которой периоды полностью не совпадают
  - несовершенную дихогамию, в которой периоды созревания органов частично перекрываются.
- в зависимости от очерёдности созревания мужских и женских органов:
  - протандрия — вначале созревают мужские, а затем женские органы (семейства сложноцветных, зонтичных и многих других)
  - протогиния — вначале созревают женские, а затем мужские органы (семейства крестоцветных, розовых, лютиковых (анемоны) и некоторых других). Протогиния встречается реже, чем протандрия.

## История исследований
А. Т. Болотов в 1780 году отмечал значение дихогамии для перекрёстного опыления.
Ч. Дарвин считал, что дихогамия является механизмом, позволяющим избежать инбридинга, однако исследования конца XX века показали, что растения, самоопыление которых невозможно, также проявляют дихогамию.